# David Fullerton
David Fullerton (* 4. Oktober 1772 bei Greencastle, Franklin County, Province of Pennsylvania; † 1. Februar 1843 ebenda) war ein US-amerikanischer Politiker. In den Jahren 1819 und 1820 vertrat er den Bundesstaat Pennsylvania im US-Repräsentantenhaus.

## Werdegang
David Fullerton war der Onkel des Kongressabgeordneten David Fullerton Robison (1816–1859). Er besuchte die öffentlichen Schulen seiner Heimat. Während des Britisch-Amerikanischen Krieges von 1812 war er Major in den amerikanischen Streitkräften. In seiner Heimat arbeitete er im Handel und im Bankgewerbe. Politisch wurde er Mitglied der Ende der 1790er Jahre vom späteren US-Präsidenten Thomas Jefferson gegründeten Demokratisch-Republikanischen Partei.
Bei den Kongresswahlen des Jahres 1818 wurde Fullerton im fünften Wahlbezirk von Pennsylvania in das US-Repräsentantenhaus in Washington, D.C. gewählt, wo er am 4. März 1819 die Nachfolge von William Maclay antrat. Dieses Mandat übte er bis zu seinem Rücktritt am 15. Mai 1820 aus. Nach seiner Zeit im US-Repräsentantenhaus war Fullerton wieder im Handel und im Bankgewerbe tätig. Zwischen 1827 und 1839 saß er im Senat von Pennsylvania. Er starb am 1. Februar 1843 in Greencastle, wo er auch beigesetzt wurde.